# 西宮伸一
西宮 伸一（にしみや しんいち、1952年4月19日 - 2012年9月16日）は、日本の外交官。位階は従三位。
外務審議官（経済担当）を経て、2012年（平成24年）9月11日付で駐中華人民共和国特命全権大使への異動が発令されたが、2日後の9月13日に意識不明となり、5日後の9月16日に着任することなく死去した。

## 生涯
東京都出身。彼の父である西宮一も外交官で、駐ザンビア特命全権大使、衆議院事務局渉外部長、駐エクアドル特命全権大使を歴任した。
東京都立青山高等学校を経て東京大学法学部第2類（公法コース）を卒業後、1976年（昭和51年）外務省に入省。入省後はオックスフォード大学で研修を受けたのち報道課に配属。外務省アジア局東南アジア第一課、外務省北米局北米第二課、在アメリカ合衆国日本国大使館で勤務。1988年8月外務省アジア局中国課首席事務官、1991年外務大臣官房人事課首席事務官、1993年北米局北米第二課長、1998年在英国日本国大使館広報担当公使。総合外交政策局総務課長、在ロシア日本国大使館参事官、大臣官房参事官兼アジア大洋州局、在中華人民共和国公使・経済部長、筆頭公使、特命全権公使を歴任したあと、2007年から北米局長を務めていた。
2010年（平成21年）2月からニューヨーク総領事を経て、同年12月から外務審議官（経済）に就任。経済担当外務審議官就任の背景には、経済関係の交渉に米国や中華人民共和国に人脈を持つ西宮が適任と判断したことがあるとされた。
2012年の中国における反日活動や尖閣諸島国有化をめぐる問題で日本と中華人民共和国の対立が激しくなっているさなか、2012年9月11日付で事実上更迭された民間出身の駐中華人民共和国特命全権大使・丹羽宇一郎の後任として、同職への異動が発令された。
10月の着任に向け、外務省で外務審議官の引き継ぎ作業などを行なっていたが、2日後の9月13日午前8時46分ころ、スーツ姿にカバンを持ち1人で出勤途中、自宅近くの渋谷区松濤2丁目の歩道で急性心不全のため突如倒れ、うつぶせになり意識不明となったところを通行人の女性に発見された。女性は警視庁渋谷警察署に通報し、西宮は渋谷区の日本赤十字社医療センターに救急搬送され手術を受けたのち、集中治療室に入った。
経済担当外務審議官として環太平洋戦略的経済連携協定のための各国との調整や、ウラジオストックでのアジア太平洋経済協力会議への出席、APECでの野田佳彦総理大臣と中華人民共和国の胡錦濤国会主席の非公式会談への立ち会いを行うなど、海外出張が多く、疲れている様子だったとされる。
9月15日には政府が後任の選定を急ぐ方針であることが報じられたが、翌9月16日朝に死去。60歳没。青山葬儀所で葬儀が行われ、駐日中華人民共和国大使程永華などが出席した。弔辞を述べた外務大臣玄葉光一郎は「日中関係は非常に難しい局面で、活躍に期待していた」とした。また前日に行われた通夜には、内閣総理大臣野田佳彦（当時）も参列した。没日付をもって日本政府から従三位追贈。

## 家族
妻の西宮幸子（にしみや ゆきこ）は広島県出身、津田塾大学学芸学部卒業で元銀行員。夫の没後、2015年（平成27年）より宮内庁に入庁し東宮女官長に就任。2019年（令和元年）5月1日、女官長に就任。

## 同期
- 齋木昭隆（13年外務事務次官・12年外務審議官（政務）・11年駐印大使・08年外務省アジア大洋州局長）
- 鶴岡公二（13年内閣官房審議官兼TPP政府対策本部首席交渉官・12年外務審議官（経済）・10年外務省総合外交政策局長）
- 兒玉和夫（13年OECD大使・外務省研修所長・10年国連大使（次席）・08年外務報道官）
- 木寺昌人（12年駐中国大使・内閣官房副長官補）
- 國方俊男（13年北極担当大使・11年駐チェコ大使）
- 小菅淳一（11年駐ヨルダン大使・06年駐アフガニスタン大使）
- 高田稔久（13年沖縄担当大使・駐ケニア兼ソマリア兼エリトリア兼セーシェル兼ブルンジ大使・10年駐ケニア大使）
- 福川正浩（11年駐ペルー大使）
- 田尻和宏（13年駐パラオ大使）
- 篠田研次（12年駐フィンランド大使）
- 高橋邦夫（11年駐ネパール大使・09年駐スリランカ兼モルディブ大使）
- 久枝譲治（11年駐オマーン大使）
- 加茂佳彦（12年駐アラブ首長国連邦大使）
- 大塚聖一（12年駐レバノン大使）
- 高瀬康夫（12年駐ジャマイカ兼ベリーズ兼バハマ大使・09年駐トンガ大使）
- 渡部和男（12年駐コロンビア大使・11年科学技術協力担当大使・08年駐パラグアイ大使）
- 小泉崇（12年駐ブルガリア大使）
- 東博史（13年駐ポルトガル大使・10年駐モーリタニア大使）
- 長内敬（09年駐ラトビア大使）
- 今井治（13年国際テロ対策・組織犯罪対策協力担当兼サイバー政策担当兼安保理非常任理事国選挙及び安保理改革（中南米諸国）担当大使・12年国際テロ対策・組織犯罪対策協力兼サイバー政策担当大使・09年駐エクアドル大使）
- 細谷龍平（13年駐マダガスカル大使）
- 山本啓司（12年駐ルーマニア大使・11年査察担当大使・駐カメルーン大使）
- 塚原大貮（12年駐ベナン大使）
- 川上公一（12年外交記録公開担当大使・09年駐レバノン大使）